# Róża (singel)
Róża – singiel zespołu Maanam wydany w sierpniu 1994 roku, promujący siódmy album studyjny pod tym samym tytułem. Na singlu zostały zamieszczone trzy kompozycje; „Róża”, „Zapatrzenie” i znany już rok wcześniej „Bez ciebie umieram”. Piosenki odniosły bardzo duży sukces na Liście przebojów Programu Trzeciego. Utwór tytułowy dotarł do pierwszego miejsca, gdzie przebywał 20 tygodni. Drugi utwór „Zapatrzenie” na tej samej liście przebywał aż 23 tygodnie, także docierając do miejsca pierwszego. Do piosenki „Bez ciebie umieram” został nakręcony wideoklip wyreżyserowany przez Macieja Dejczera. Utwór ten przebywał przez pięć tygodni na liście docierając najwyżej do 13 pozycji. „Róża” jest pierwszym singlem zespołu od momentu reaktywacji która nastąpiła w 1991 i pierwszym od 1986, kiedy to na singlu została wydana piosenka „Jesteśmy ze stali”.

## Lista utworów
1. „Róża” – 2:53
2. „Zapatrzenie” – 2:59
3. „Bez ciebie umieram” – 4:04

## Twórcy
- Kora – śpiew
- Marek Jackowski – gitary
- Dariusz Szweryn – nagrywanie
- Robert Brylewski – trzecie ucho
- Marek Jackowski, Kora – drugie ucho